# Хендерсон Појнт (Мисисипи)
Хендерсон Појнт (енгл. Henderson Point) насељено је место без административног статуса у америчкој савезној држави Мисисипи.

## Демографија
По попису из 2010. године број становника је 170.
| Група             | 2000.    | 2010.       |
| Белци             | 0 (0,0%) | 162 (95,3%) |
| Афроамериканци    | 0 (0,0%) | 5 (2,9%)    |
| Азијати           | 0 (0,0%) | 0 (0,0%)    |
| Хиспаноамериканци | 0 (0,0%) | 1 (0,6%)    |
| Укупно            | 0        | 170         |